# Polinizadores do cerrado

Estrutura de uma flor: 1-receptáculo floral; 2-sépalas; 3-pétalas; 4-estames; 5-pistilo

Os polinizadores do cerrado substendem-se em  um grupo de fatores bióticos ou abióticos responsáveis pela transferência do pólen da antera para o estigma das flores, permitindo o sucesso reprodutivo sexuadamente das diversas espécies de espermatófitas inclusas  no ecossistema. Características como a espécie do polinizador,  particularidades das flores (tamanho, formato, cor e tempo de floração) são importantes para entender como funciona o processo de polinização.
O cerrado é um dos biomas brasileiros mais notáveis, possuindo diversas espécies endêmicas sendo que seus polinizadores são essenciais para manter a biodiversidade local. Dentre os principais polinizadores, estão as abelhas, morcegos, mariposas, beija-flores, e até mesmo o vento, que poliniza algumas plantas herbáceas.

## O Cerrado
O cerrado é uma formação savânica que ocupa uma área de 2.036.448 km² no Brasil, em trechos das regiões sudeste, centro-oeste e norte. O bioma detém cerca de 30% da biodiversidade brasileira, com uma rica fauna e flora. Compreende, também, nascentes das três maiores bacias hidrográficas da América do Sul (Amazônica/Tocantins, São Francisco e Prata), refletindo seu potencial aquífero.

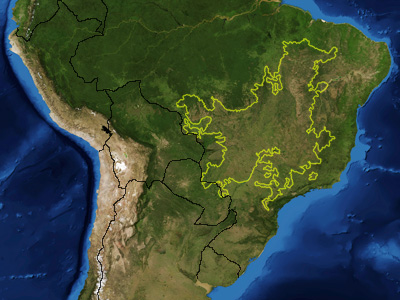
Mapa do cerrado

O clima é quente e chuvoso no verão e mais frio e seco durante o inverno. Isso torna  comum a ocorrência de queimadas naturais, de modo que as espécies que vivem nesse ambiente possuem adaptações que as permitem sobreviver a tais condições. No entanto, alterações no comportamento das espécies deste bioma podem ser provocadas por queimadas naturais em excesso ou queimadas provocadas pelo homem, o que pode levar a um potencial risco de extinção a elas.
Além disso, o cerrado  tem um enorme valor social, abrigando populações ribeirinhas e outras comunidades que dependem da sua biodiversidade para sua sobrevivência e manutenção.

### Tipos de Cerrado
O cerrado possui quatro tipologias principais, que são diferenciadas pelos tipos de solo, bem como pelas espécies de plantas e animais que ali vivem.
- Formação savânica florestada (cerradão): Ocorre em áreas de solos areníticos lixiviados e profundos e possui aglomerados mais densos de árvores.
- Formação savânica arborizada (cerrado típico): Região sujeita ao fogo anual, com um estrato de gramíneas, outro mais arbustivo e presença de algumas poucas espécies de árvores.
- Formação savânica parque (campo sujo): Solo mais ferruginoso com prevalência de gramíneas e alguns arbustos.
- Formação savânica Gramíneo-lenhosa (campos limpos): Caracterizado por extensos campos monoestratificados com herbáceas entremeados de raras plantas lenhosas que são mais resistentes ao fogo.

### Plantas do cerrado
As plantas são o grupo mais endêmico da região, sendo que existem cerca de 12 mil espécies de plantas vasculares. As famílias mais ricas são Fabaceae, Asteraceae, Malpighiaceae, Melastomataceae, Bignoniaceae, e Myrtaceae. O bioma se divide em dois tipos de flora: uma flora lenhosa, sendo que maioria do gêneros são variantes de grupos de florestas, e uma flora herbácea, que é mais específica do ambiente de savanas.

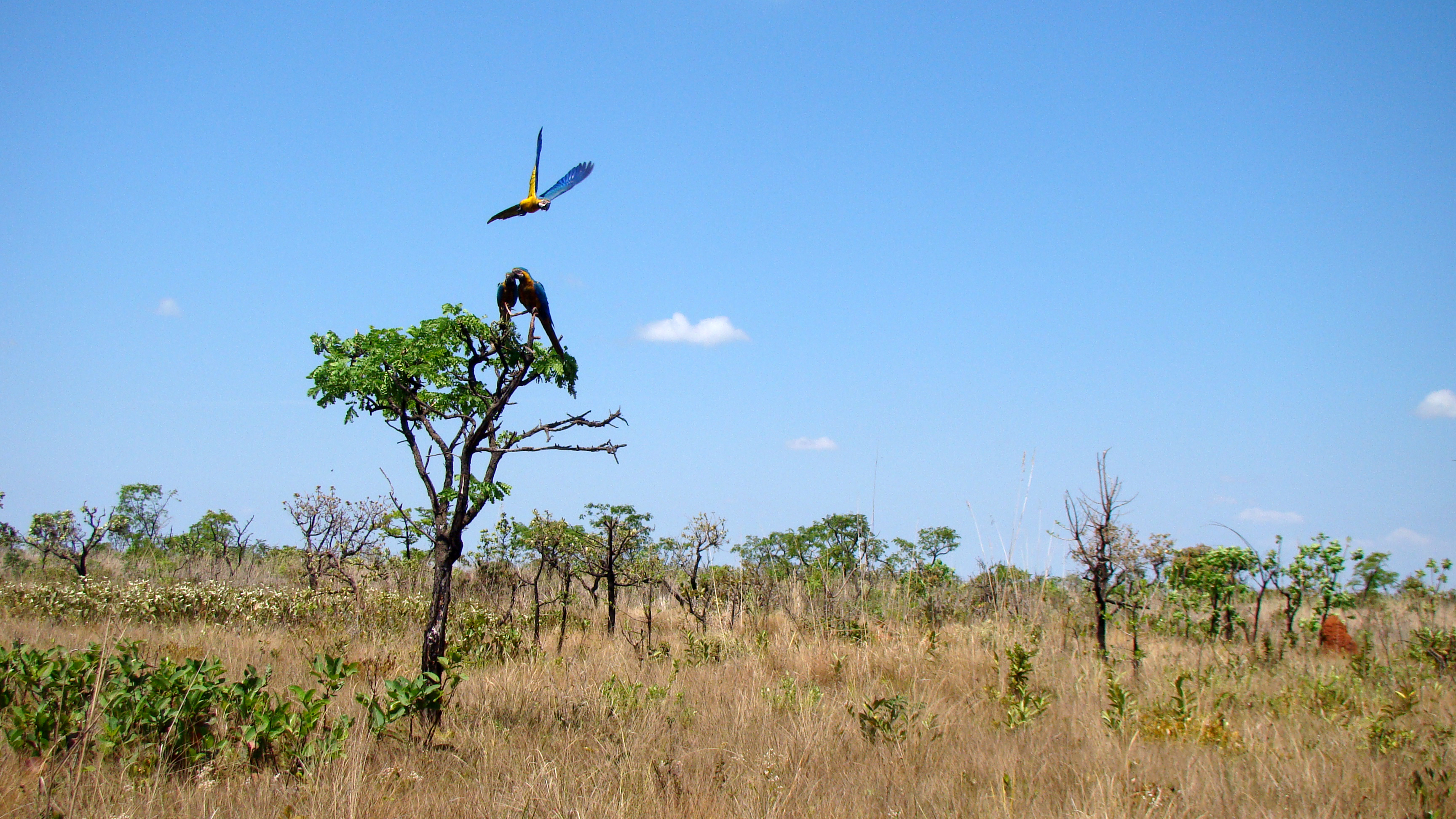
Cerrado típico

Os dois grupos possuem diferentes adaptações para lidar com as restrições e desafios impostas pelo clima do cerrado.
As plantas lenhosas normalmente possuem raízes bastante profundas e capazes de captar água dos lençóis freáticos, já as plantas herbáceas possuem raízes fasciculadas, que não atingem profundidade suficiente para alcançar esses cursos d’água subterrâneos. Por este motivo, as plantas herbáceas sofrem durante o período de seca, algumas são plantas perenes, podendo muitas vezes perder a parte aérea e manter somente os rizomas ou caule subterrâneo nesses períodos de secas.
Outras adaptações importantes são as relacionadas a estratégias de reprodução. Enquanto  plantas lenhosas usualmente produzem flores no final da estação seca e início da estação chuvosa, as plantas herbáceas normalmente florescem no final da estação chuvosa.

### Situação ecológica no cerrado
Desde o final do século XX, o cerrado vem sofrendo grande degradação, fragmentação e perda de biodiversidade, devido a intervenções antrópicas como queimadas e desmatamentos, com o objetivo de expandir áreas para a  agropecuária. Cerca de 80% da área de cerrado perdeu suas características originais, o que é extremamente prejudicial para as diversas espécies endêmicas da região. Além disso, a alta fragmentação pode comprometer o fluxo gênico das populações e separar algumas plantas de seus polinizadores, fatores que podem acarretar o desaparecimento de certas espécies.
No entanto, há uma dificuldade em se pensar em estratégias conservativas eficientes, tendo em vista que apenas 15% das plantas lenhosas e 5% das herbáceas tiveram seus mecanismos reprodutivos estudados.

## Polinização
A polinização é o mecanismo de reprodução das angiospermas e, a partir dela, as plantas desenvolvem frutos e sementes, que auxiliam em processos de dispersão e ampliação de sua população no ambiente. Ela também suporta o aumento da produção agrícola, do controle biológico e da erosão do solo, conservação do ecossistema e ciclagem de nutrientes. Pode ocorrer autopolinização (ocorre em uma mesma flor) ou polinização cruzada (entre flores diferentes), além de polinização abiótica (por meio do vento e água) ou biótica (realizada por animais). O sistema de polinização pode variar de acordo com altitude, clima, tipo de vegetação e características dos polinizadores.
As plantas possuem uma diversidade de diferentes características morfológicas relacionadas à reprodução, para atrair os polinizadores. (síndrome floral). No caso da polinização biótica, os animais desenvolveram estruturas especiais para a extração e ganho das recompensas que foram disponibilizadas pelas plantas. Para tornarem-se mais atrativas, elas devem iniciar uma espécie de reação em cadeia para o seu visitante polinizador, que envolve: alimentação, reprodução e criação de ninho. Os atrativos podem ser visuais, olfativos, relacionados ao pólen, néctar, óleos, resinas, abrigo e local para acasalamento.
A atração visual ocorre por meio da cor, forma e tamanho da corola (exceto em flores anemófilas, em que a corola é geralmente ausente ou muito reduzida). Alguns pigmentos vegetais possuem uma interação bem definida com seus polinizadores específicos, promovendo muito mais do que a polinização, como propiciando dispersão dos frutos e sementes. Normalmente, as flores que são actinomorfas e mais amplas são polinizadas mais vezes do que aquelas que são tubulosas ou zigomorfas.
O odor afeta as reações instintivas dos animais. Nas plantas que possuem ântese noturna, o cheiro é a principal forma de localização pelos polinizadores. Essa interface olfativa pode ser dividida em odor absoluto, que funciona entre a flor e o visitante, que pode gerar uma conexão com alimentação e atividade sexual, ou em odor imitativo, que gera, no animal polinizador, uma série de reações que se assemelham ao que ele sentiria durante uma recepção de ferormônios. O cheiro é geralmente emitido pela coroa ou por brácteas próximas e mais raramente pelo pólen das plantas polinizadas por abelhas.
O pólen também atrai polinizadores que estão interessados em uma boa fonte alimentar, por ser rico em proteínas. Ele pode ser consumido diretamente por coleópteros e lepidópteros. Já o néctar pode ser gerado por nectários florais e extra-florais, localizados sobre as flores e suas brácteas. Ele oferece ao polinizador fonte de água e suas baixas concentrações de açúcares oferecem uma pequena parcela de energia. Além desses, os óleos produzidos por algumas angiospermas com glândulas secretoras ou com tricomas especializados, ofertam ácidos graxos como alimento.

### Tipos de Polinização no cerrado
Cerca de 84% das plantas lenhosas do cerrado são xenogâmicas obrigatórias, ou seja, só fazem polinização cruzada entre flores de plantas diferentes. Já as plantas herbáceas são em sua maioria autogâmicas, onde a polinização pode  ocorrer tanto entre indivíduos diferentes, quanto entre flores do mesmo indivíduo.
As flores do cerrado são polinizadas por guildas, raramente tendo uma coevolução especializada de somente uma espécie de polinizador.
Desse modo, as plantas lenhosas são majoritariamente polinizadas por animais, ou seja elas são zoófilas. Os principais tipos de zoofilia no cerrado são: cantarofilia (polinização por besouros), melitofilia (abelhas), quiropterofilia (morcegos), esfingofilia (mariposas), psicofilia (borboletas) e miofilia (moscas).
As herbáceas, no entanto, são em sua maioria anemófilas, ou seja, polinizadas pelo vento. Há também espécies herbáceas polinizadas por beija-flores.
Algumas plantas podem utilizar de diferentes guildas ou até mesmo associar fatores bióticos e abióticos em sua polinização, isso porque as restrições impostas pela sazonalidade do clima do cerrado podem atuar na diversidade reprodutiva, influenciando, por exemplo, na quantidade de polinizadores. Desse modo, quando há falta de um polinizador em determinado ano, a planta pode ser polinizada por outro.

### Tipos de Polinizadores do cerrado

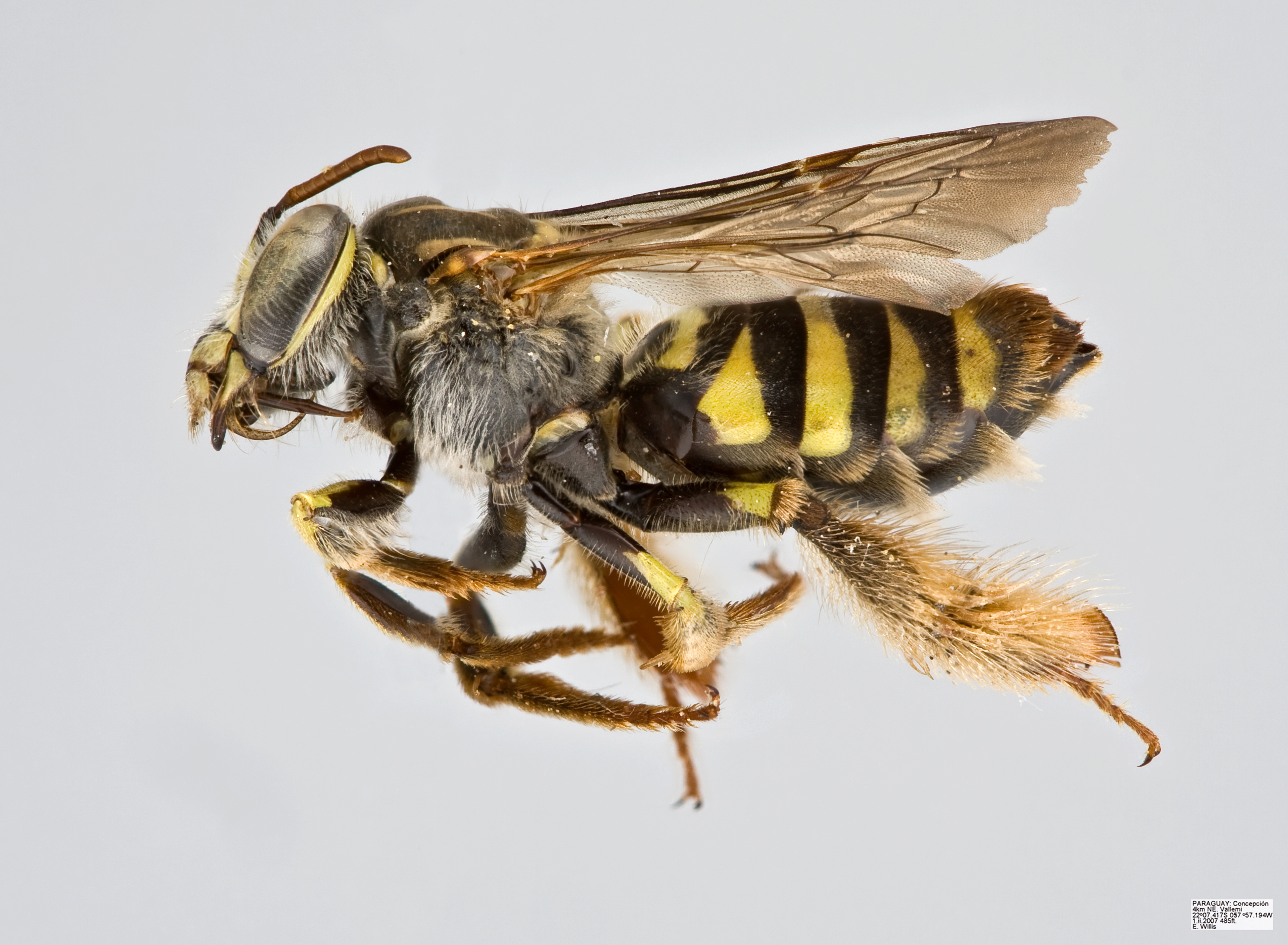
Abelha da tribo Tapinistaspidini

Cerca de 85% das espécies de plantas do cerrado são polinizadas por abelhas, sendo que elas polinizam principalmente as flores com odor doce. Malpigiáceas, por exemplo, são polinizadas apenas por abelhas das tribos Tapinistaspidini e Centridini, enquanto que Fabáceas e Melastomatáceas são polinizadas apenas por abelhas que vibram suas anteras para liberar o pólen. Geralmente, as flores polinizadas por abelhas são bem abertas com cores como amarelo, branco, creme ou lilás, possuem áreas de pouso, néctar em quantidades moderadas, guias de néctar geralmente presentes, além de apresentarem cheiro agradável.
As mariposas e os morcegos, ambos noturnos, preferencialmente polinizam as espécies com flores tubulares e com cores claras de antese no período da noite, podendo ser atraídos pelo odor forte. Mariposas polinizam espécies de árvores de famílias como Apocynaceae e Sapotaceae e de arbustos da família Rubiaceae. Como exemplo para este tipo de interação, há a polinização da árvore conhecida como peroba do campo (Aspidosperma macrocarpon; Apocynaceae) pela mariposa da espécie Epidromia zetophora. Flores desta planta são tubulares, de cor creme e com odor forte, como é comum para espécies polinizadas por mariposas.
Já morcegos polinizam, dentre outras espécies, a leguminosa Hymenaea stigonocarpa (Fabaceae), conhecida popularmente como Jatobá-do-Cerrado. Esta planta pode ser polinizada por pelo menos quatro diferentes espécies de morcegos, como Glossophaga soricina, que é atraído por suas flores devido às altas quantidades de néctar, substância da qual se alimenta, presentes nelas. Esses animais polinizam as flores com antese noturna, com grande quantidade de néctar e pólen.
Já beija-flores e borboletas polinizam plantas com antese diurna, coloridas e com bastante néctar. Os beija-flores polinizam principalmente plantas da família Fabaceae, mas também visitam Bignoniaceae, Cannaceae, Bromeliaceae, Rubiaceae e Malvaceae. A espécie Phaethornis pretrei (Rabo-branco-acanelado) é a mais frequente visitante floral dentre as espécies de beija-flores, polinizando plantas como a pata-de-vaca (Bauhinia ungulata; Fabaceae) e Canna indica (Cannaceae)  Borboletas polinizam majoritariamente árvores da família Asteraceae, arbustos da família Malvaceae e Verbenaceae e ervas Verbenaceae, no entanto não são polinizadores com ação expressiva no bioma.

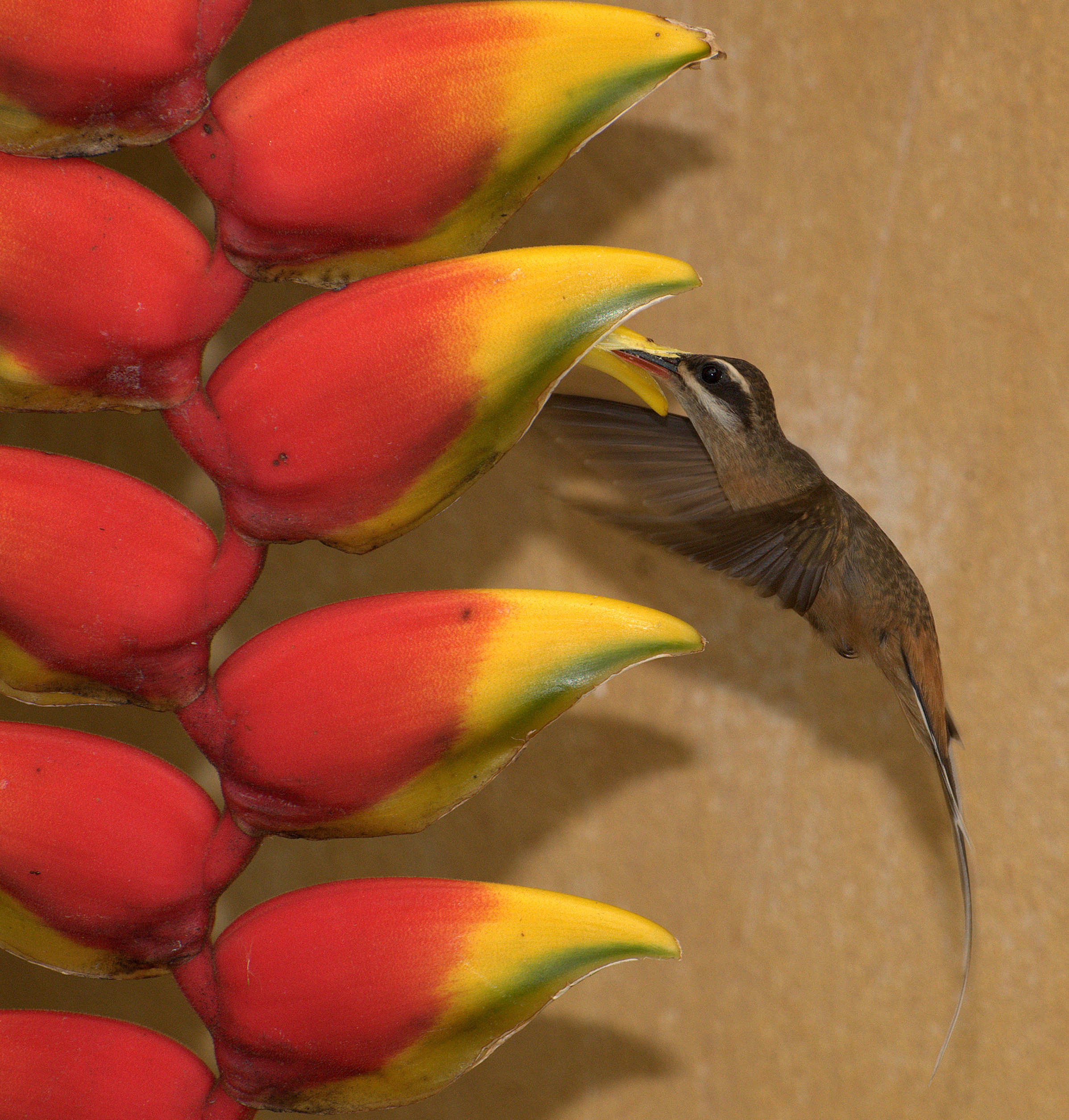
Beija flor da espécies Phaethornis pretrei

Apesar de menos comum, as vespas, moscas e besouros também podem atuar como polinizadores no cerrado. Vespas são geralmente atraídas pela presença de néctar e polinizam, no Cerrado, certas espécies de arbustos, como o alecrim-do-campo (Baccharis dracunculifolia; Asteraceae). As moscas, por sua vez, são atraídas por flores com antese diurna, com odores fortes e cores em tons de roxo, violeta, azul ou branco, como a Rubiaceae Borreria alata. No Cerrado, os besouros polinizam, por exemplo, a planta arbustiva Duguetia furfuracea (Annonaceae), a Pindaúva do campo.  Na cantarofilia, as flores procuradas são de  antese diurna, odor forte, com cor clara (geralmente brancas ou esverdeadas), néctar e pólen acessíveis, com pouco néctar e muito pólen, flores isoladas e grandes e sem guias de néctar.
Polinização abiótica ocorre principalmente por intermédio do vento, que age como polinizador de diversas espécies da família Poaceae, como Andropogon leucostachyus (capim-colchão) e Eragrostis maypurensis. As flores polinizadas na anemofilia normalmente são unissexuais, com perianto insignificante ou ausente, odor geralmente ausente, anteras expostas com longos filetes flexíveis, estigmas expostos, geralmente com superfície ampla, o grão de pólen deve ser pequeno, liso, seco e produzido em grande quantidade.